# Mokša (jazyk)
Jazyk mokša (mokšansky мокшень кяль, rusky мокшанский язык)
patří do finsko-volžské větve
uralské jazykové rodiny. Nejblíže příbuzným jazykem je
jazyk erzja, se kterým tvoří skupinu mordvinských jazyků.
Z morfologického hlediska se jedná o aglutinační jazyk.
Jazykem mokša mluví okolo 500 000 lidí. Nejvíce mluvčích se nachází
v západní části Mordvinské republiky, ve které je také jedním
ze tří úředních jazyků (dalšími jsou ruština a jazyk erzja). Dále se mokšanštinou
mluví především v Baškortostánu, Tatarstánu, Penzenské oblasti,
Samarské oblasti a Orenburské oblasti.
Mimo tuto evropskou část Ruské federace jsou menšiny mluvčích
v Arménii, Austrálii a USA.
Existují tři hlavní dialekty tohoto jazyka - centrální, západní a jihovýchodní.

## Historie
První souvislý text v jazyce mokša se objevil na konci 18. stol. V té době neexistoval
jednotný spisovný jazyk. Byly vydány tiskoviny, které se zapisovaly různými dialekty.
V roce 1892 byl vydán první mokšanský slabikář. V 30. letech 20. stol.
se jediným spisovným jazykem stal centrální dialekt. V současném spisovném
jazyce jsou přítomny i některé zvláštnosti ostatních nářečí. Mezi významné
spisovatele mokšanské literatury patří Zachar Dorofeev (Захар Дорофеев),
Michal Bezborodov (Михаил Безбородов), Timofej Kirdjaškin (Тимофей Кирдяшкин)
a Maksim Beban (Максим Бебан).
V současné době se v jazyce mokša vyučuje na některých středních školách.
Jazyk je možné studovat na filologických fakultách Mordvinské státní univerzity
a Mordvinského státního pedagogického institutu. Institut také vydává
literárně-umělecký časopis Мокша (Mokša), časopis pro děti Якстерь тяштеня (Červená hvězdička)
a noviny Мокшень правда (Mokšanská pravda). V jazyce mokša
je také vysílán rozhlas a uvádějí se některé televizní pořady.

## Abeceda a fonetika
Mokšanský jazyk používá k zápisu cyrilici bez přidaných znaků.
| velké  | А | Б | В | Г | Д | Е | Ё | Ж | З | И | Й | К | Л | М | Н | О | П | Р | С | Т | У | Ф | Х  | Ц | Ч | Ш | Щ  | Ъ  | Ы | Ь | Э | Ю  | Я  |
| malé   | а | б | в | г | д | е | ё | ж | з | и | й | к | л | м | н | о | п | р | с | т | у | ф | х  | ц | ч | ш | щ  | ъ  | ы | ь | э | ю  | я  |
| přepis | a | b | v | g | d | e | ё | ž | z | i | j | k | l | m | n | o | p | r | s | t | u | f | ch | c | č | š | šč | '' | y | ' | è | ju | ja |

Mokšanština obsahuje více hlásek, než je písmen v abecedě. Proto k vyjádření některých
souhlásek užívá spřežky. Některé samohlásky se také zapisují různými písmeny. Například
samohlásky [æ]
a [ə] se zapisuje pomocí písmen Э, O, E, Я.
Psaný jazyk tedy neodpovídá přesně výslovnosti.
Jazyk mokša obsahuje 7 samohlásek. Předopatrové
[æ],
[e],
[i],
střední [a], [ə],
zadopatrové [o],
[u].
Na rozdíl od příbuzného erzjanského jazyka byla zachována hláska [æ]
a také se objevila nová redukovaná samohláska [ə].
Samohlásky v přízvučných slabikách se vyslovují výrazně, v nepřízvučných méně výrazně
nebo redukovaně.
|          | přední | střední | zadní |
| -------- | ------ | ------- | ----- |
| zavřené  | i      |         | u     |
| středové | e      | ə       | o     |
| otevřené | æ      | a       |       |

Na souhlásky je jazyk mokša jedním z nejbohatších mezi všemi uralskými jazyky.
Obsahuje 33 souhlásek, z nichž 20 tvoří deset párů tvrdých - měkkých souhlásek.
Zvláštností je pět neznělých sonor [lch], [l'ch], [rch], [r'ch] a [jch],
které se zapisují pomocí spřežek лх, льх, рх, рьх a йх,
a palatální frikativa [ç],
která není v písmu rozlišena.
Přízvuk je v jazyce mokša zpravidla na první slabice. Pokud však je v první slabice И nebo У
a v druhé samohláska [a] nebo [æ], přechází přízvuk na druhou slabiku. Například (přízvuk je vyznačen čárkou):
сúмомс (pít), симáн (já piji), симáт (ty piješ).
Starobylá ugrofinská samohlásková harmonie se nezachovala.

## Gramatika
Jazyk mokša má velmi silný aglutinační charakter. Existují pouze přípony a koncovky,
naopak neexistují žádné předpony. Podstatná jména lze rozložit na kmen - přípona čísla
- posesivní přípona - pádová koncovka, slovesa na kmen - přípona způsobu - přípona času
- koncovka osoby a čísla. V jazyce se nerozlišuje mluvnický rod, ani u zájmen 3. osoby
(сон / son značí on, ona, ono).

### Podstatná jména
Podstatná jména se ohýbají podle čísla a pádu. Také k nim lze připojit posesivní přípony.
Možné číslo se tvoří pomocí přípon -т, -ть / -t, -t'.
Druhá přípona (-ть) se používá po měkkých souhláskách.
- куд / kud (dům) - кутт / kutt - (domy)
- ведь / ved' (voda) - ветть / vett' (vody)
- ош / oš (město) - ошт / ošt (města)

Zvláštností mokšanského jazyka je dvojí skloňování. Existuje skloňování
neurčité a skloňování ukazovací (určité). Tvary neurčitého a ukazovacího
skloňování mají funkci podobnou jako neurčitý a určitý člen některých indoevropských jazyků,
jako je třeba angličtina. Pádový systém v neurčitém skloňování se
skládá ze 13 pádů.
| pád        | koncovka                      | příklad             | překlad           | otázka                         |
| ---------- | ----------------------------- | ------------------- | ----------------- | ------------------------------ |
| nominativ  |                               | куд / kud           | dům               | Kdo? Co?                       |
| genitiv    | -нь / -n'                     | кудонь / kudon'     | domu              | U koho? Čí?                    |
| dativ      | -нди / -ndi                   | кудонди / kudondi   | domu              | Komu? Čemu?                    |
| lativ      | -в, -у, -и / -v, -u, -i       | куду / kudu         | do domu           | Kudy?                          |
| inesiv     | -са, -ца / -sa, -ca           | кудса / kudsa       | v domě            | Kde?                           |
| elativ     | -ста, -цта / -sta, -cta       | кудста / kudosta    | z domu            | Odkud?                         |
| ilativ     | -с, -ц / -s, -c               | кудс / kuds         | do domu           | Kam?                           |
| prolativ   | -ва, -га, -ге / -va, -ga, -ge | кудога / kudoga     | po domě           | Po kom, čem? Podél koho, čeho? |
| ablativ    | -ка, -да, -та / -ka, -da, -ta | кудода / kudoda     | od domu           | Od koho, čeho?                 |
| komparativ | -шка / -ška                   | кудшка / kudška     | jako dům          | Jako kdo, co?                  |
| abesiv     | -фтома / -ftoma               | кудфтома / kudftoma | bez domu          | Bez koho, čeho?                |
| translativ | -кс / -ks                     | кудкс / kudks       | v dům (se změnit) | Kým se stát? V co se změnit?   |
| kauzativ   | -нкса / -nksa                 | кудонкса / kudonksa | kvůli domu        | Kvůli koho, čeho?              |

Ukazovacím skloňováním se vyjadřují určité (neobecné) osoby nebo předměty.
Na rozdíl od erzjanského jazyka, ukazovací skloňování v mokšanském jazyce
obsahuje 3 pády - nominativ, genitiv a dativ.
- куд / kud - dům obecně
- кудсь / kuds' - tento dům (nominativ, jed. č.)
- кудть / kudt' - tohoto domu (genitiv, jed. č.)
- кудти / kudti - tomuto domu (dativ, jed. č.)

- куттнень / kuttnen' - těchto domů (genitiv, mn. č.)
- куттненди / kuttnendi - těmto domům (dativ, mn. č.)

Posesivní přípony v jazyce mokša tvoří systém přípon, pomocí kterých se vyjadřuje
příslušnost jednoho nebo více předmětů k jedné či více osobám.
|        | 1 vlastník - 1 věc | 1 vlastník - 1 věc | 1 vlastník - více věcí | 1 vlastník - více věcí | více vlastníků - 1 věc / více věcí | více vlastníků - 1 věc / více věcí |
| ------ | ------------------ | ------------------ | ---------------------- | ---------------------- | ---------------------------------- | ---------------------------------- |
| 1. os. | кудозе / kudoze    | můj dům            | кудне / kudnе          | moje domy              | кудоньке / kudon'kе                | náš dům / naše domy                |
| 2. os. | кудце / kudce      | tvůj dům           | куттне kuttnе          | tvoje domy             | кудонте / kudontе                  | váš dům / vaše domy                |
| 3. os. | кудоц / kudoc      | jeho dům           | кудонза kudonza        | jeho domy              | кудсна / kudsna                    | jejich dům / domy                  |

### Přídavná jména
Přídavná jména si v mokšanském jazyce zachovala starobylou zvláštnost - v přívlastku
se neshodují s podstatným jménem, které rozvíjí.
- jednotné číslo - цебярь квартира / cebjar' kvartira - dobrý byt
- množné číslo - цебярь квартират / cebjar' kvartirat - dobré byty

Stupňování přídavných jmen se tvoří analyticky pomocí samostatných slov -
2. stupeň přídavných jmen se tvoří pomocí slova сяда / sjada,
3. stupeň pomocí slov инь / in', сембода / semboda.
- 1. st. - акша / akša - bílý
- 2. st. - сяда акша / sjada akša - bělejší
- 3. st. - сембода акша / semboda akša - nejbělejší

### Zájmena
|        | jed. číslo | jed. číslo     | mn. číslo   | mn. číslo |
| ------ | ---------- | -------------- | ----------- | --------- |
| 1. os. | мон / mon  | já             | минь / min' | my        |
| 2. os. | тон / ton  | ty             | тинь / tin' | vy        |
| 3. os. | сон / son  | on / ona / ono | синь / sin' | oni       |

### Číslovky
| Mokša   | Česky |
| фкя     | jeden |
| кафта   | dva   |
| колма   | tři   |
| ниле    | čtyři |
| вете    | pět   |
| кота    | šest  |
| сисем   | sedm  |
| кафкса  | osm   |
| вейхкса | devět |
| кемонь  | deset |

### Slovesa
Časování sloves v mokšanském jazyce se vyznačuje velkou složitostí a mnohotvárností.
Existuje v něm sedm slovesných způsobů, tři slovesné časy
- přítomný, I. minulý a II. minulý. V mokšanském jazyce neexistuje budoucí čas.
Budoucnost se vyjadřuje přítomným časem. Zvláštností jazyka jsou
dva druhy časování - předmětný a bezpředmětný.
Slovesné způsoby se tvoří
synteticky pomocí přípon. Ty se připojují ke kmeni slovesa.

#### Bezpředmětné časování
Užívá se v případě, kdy sloveso k sobě neváže přímý předmět.
Koncovky osoby a čísla se vážou ke slovesu.
|        | jednotné číslo | jednotné číslo | množné číslo         | množné číslo |
| ------ | -------------- | -------------- | -------------------- | ------------ |
| 1. os. | моран / moran  | zpívám         | моратама / moratama  | zpíváme      |
| 2. os. | морат / morat  | zpíváš         | моратада / moratada  | zpíváte      |
| 3. os. | морай / moraj  | zpívá          | морайхть / morajcht' | zpívají      |

#### Předmětné časování
U předmětného časování koncovky sloves ukazují nejen na osobu a číslo
podmětu, ale také předmětu. Díky tomuto existuje šest řad koncovek,
které se liší osobou a číslem předmětu, po šesti koncovkách. Dohromady tedy
36 slovesných koncovek.
|        | jed. číslo                | jed. číslo | mn. číslo                   | mn. číslo  |
| ------ | ------------------------- | ---------- | --------------------------- | ---------- |
| 2. os. | кундасамак / kundasamak   | chytíš mě  | кундасамасть / kundasamast' | chytíte mě |
| 3. os. | кундасамань / kundasaman' | chytí mě   | кундасамазь / kundasamaz'   | chytí mě   |

#### Zápor
Zápor se v přítomném a II. minulém čase tvoří pomocí záporové částice аф / af,
která se neohýbá.
- аф молян / af moljan - nejdu

V I. minulém čase se místo záporové částice užívá záporové sloveso изе / ize,
které se časuje. Významové sloveso je v infinitivu.
|        | jed. číslo              | jed. číslo    | mn. číslo               | mn. číslo      |
| ------ | ----------------------- | ------------- | ----------------------- | -------------- |
| 1. os. | изень мора / izen' mora | nezpíval jsem | иземе мора / izeme mora | nezpívali jsme |
| 2. os. | изеть мора / izet' mora | nezpíval jsi  | изеде мора / izede mora | nezpívali jste |
| 3. os. | изь мора / iz' mora     | nezpíval      | исть мора / ist' mora   | nezpívali      |

V jiných slovesných způsobech jsou odlišné tvary záporu.